# Gabriel Wajoka
Gabriel Wajoka (Tahiti, 7 novembre 1980) è un calciatore francese, di ruolo attaccante.

## Carriera

### Nazionale
Ha esordito in Nazionale nel 2002.